# Ізабель Карре
Ізабе́ль Карре́ (фр. Isabelle Carré; нар. 28 травня 1971, Париж, Франція) — французька акторка кіно, телебачення та театру.

## Біографія
Народилася 28 травня 1971 року в 12-му окрузі Парижа. Її батько — стиліст, мати — секретарка. Дитинство провела в 7-му окрузі Парижа з двома братами.
У 15 років посварилася з батьками та пішла з дому, щоб жити самостійно. Мріяла про кар'єру танцюристки, але незабаром через захоплення акторкою Ромі Шнайдер вирішила переорієнтовуватися на акторську майстерність. Слухає численні лекції з драматичного мистецтва в Американському центрі, на «Курсах Флоран» (фр. Cours Florent) і «Студії Пігмаліон» (фр. Studio Pygmalion) та навчається у «Ліцеї Віктора Дюрюї» (фр. Lycée Victor-Duruy). Після здобуття ступеня бакалавра у 1989 році Карре переходить до «Вищої національної школи мистецтв».
У 1989 році, пройшовши кастинг, Ізабель Карре дебютує у кіно роллю доньки героя Даніеля Отея у фільмі «Ромуальд і Джульетта», а трохи пізніше — Катрін Денев у стрічці «Біла королева» (1991).
1995 року у фільмі «Гусарі на даху» режисера Жана-Поля Раппно Ізабель Карре зіграла помираючу від холери дівчину, за що була уперше номінована на «Сезар». Вона ще кілька разів номінувалася на «Сезар» в категоріях Найкраща молода акторка і Найкраща акторка, а отримала премію у 2003 році за роль у фільмі «Згадувати про прекрасне» французької режисерки Забу Брайтман.
У 2009 році Карре знялася у Франсуа Озона в «Притулку».

## Приватне життя
З 26 серпня 2006 року одружена з кінопродюсером Бруно Песері. 11 жовтня 2008 року народила сина Антуана.

## Фільмографія

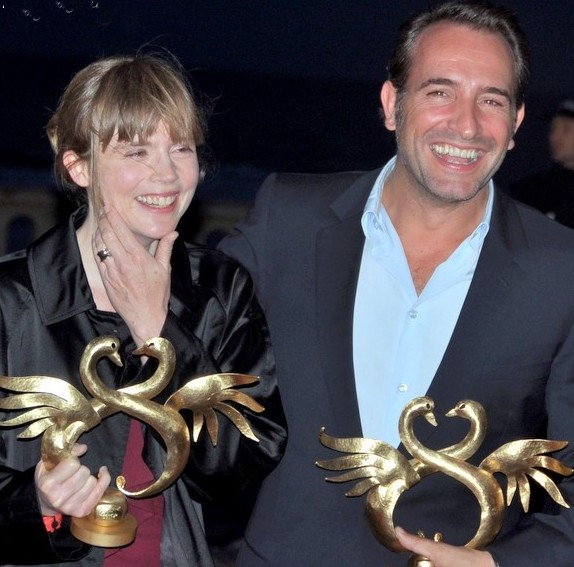
Ізабель Карре та Жан Дюжарден на Кінофестивалі в Кабурі, 2011

| Рік  |    | Українська назва                     | Оригінальна назва                      | Роль                   |
| ---- | -- | ------------------------------------ | -------------------------------------- | ---------------------- |
| 1989 | ф  | Ромуальд і Джульєтта                 | Romuald et Juliette                    | Валері                 |
| 1990 | тф | Зерно на стеблі                      | Le blé en herbe                        |                        |
| 1991 | тф | Порожній будинок                     | La maison vide                         | Клер                   |
| 1991 | ф  | Біла королева                        | La Reine blanche                       | Анні                   |
| 1992 | ф  | Заради угоди                         | Beau fixe                              | Валері                 |
| 1993 | ф  | Добер Ман                            | Dober Man                              | співробітниця          |
| 1995 | тф | Музика козання: Роберт і Клара Шуман | La musique de l'amour: Robert et Clara | Клара Шуман            |
| 1995 | ф  | Гусар на даху                        | Le hussard sur le toit                 | репетитор              |
| 1996 | тф | Усе, що виблискує...                 | Tout ce qui brille                     | Лоренс                 |
| 1996 | ф  | Бомарше                              | Beaumarchais l'insolent                | Розіна                 |
| 1997 | тф | Зіграємо по-крупному                 | Viens jouer dans la cour des grands    | Бабетта                |
| 1997 | ф  | Заборонена жінка                     | La femme défendue                      | Elle                   |
| 1997 | ф  | Сестри Солей                         | Les soeurs Soleil                      | Мюріель                |
| 1998 | ф  | Сентиментальне навчання              | Sentimental Education                  |                        |
| 1998 | ф  | Діти природи                         | Les enfants du Marais                  | Марі                   |
| 1998 | ф  | Смерть китайця                       | La mort du chinois                     | Ліз                    |
| 1999 | ф  | Надійне джерело                      | De source sûre                         | блондинка              |
| 1999 | тф | Прекрасний рогоносець                | Le cocu magnifique                     | Стелла                 |
| 1999 | ф  | Різдвяний пиріг                      | La bûche                               | Аннабель               |
| 1999 | ф  | Діти століття                        | Les enfants du siècle                  | коханка Альтона        |
| 1999 | ф  | Суперкохання                         | Superlove                              | Марі-Елен              |
| 2000 | ф  | Не можу спати                        | J'peux pas dormir                      | Жулі                   |
| 2000 | ф  | Смак кус-куса                        | Le goût du couscous                    |                        |
| 2000 | ф  | Ваш вибір, мадам                     | Ça ira mieux demain                    | Марі                   |
| 2000 | ф  | Зліт                                 | L'envol                                | Жулі                   |
| 2001 | ф  | Згадувати про прекрасне              | Se souvenir des belles choses          | Клер Пуссен            |
| 2001 | ф  | Прощавай, красуня                    | Bella ciao                             | Марія                  |
| 2001 | ф  | Безумний день середа                 | Mercredi, folle journée!               | Антонелла              |
| 2003 | ф  | Вся історія                          | Toute une histoire                     | Elle                   |
| 2003 | ф  | Почуття                              | Les sentiments                         | Едіт                   |
| 2002 | ф  | Кохає — не кохає                     | À la folie... pas du tout              | Рашель                 |
| 2004 | ф  | Свята Лола                           | Holy Lola                              | Жеральдін              |
| 2004 | ф  | Я до ваших послуг                    | Je suis votre homme                    | Катрін Гоффман         |
| 2005 | ф  | В його руках                         | Entre ses mains                        | Клер Готье             |
| 2005 | ф  | Живий літак                          | L'avion                                | Катрін                 |
| 2006 | ф  | Серця                                | Coeurs                                 | Гаелль                 |
| 2006 | ф  | Чотири зірки                         | Quatre étoiles                         | Franssou               |
| 2007 | тф | Мама збожеволіла                     | Maman est folle                        | Сільві                 |
| 2007 | ф  | Анна М.                              | Anna M.                                | Анна M.                |
| 2007 | ф  | Дівчинка і лисеня                    | Le renard et l'enfant                  | доросла                |
| 2008 | ф  | Високий музей, низький музей         | Musée haut, musée bas                  | Кароль Прованс         |
| 2008 | ф  | Клієнтка французького жиголо         | Cliente                                | Фанні                  |
| 2008 | ф  | Офіс Бога                            | Les bureaux de Dieu                    | Марта, сімейний радник |
| 2009 | ф  | Притулок                             | Le refuge                              | Мюс                    |
| 2009 | тф | Один співає, інший підхопить         | L'une chante, l'autre aussi            |                        |
| 2009 | ф  | Близькі люди                         | Tellement proches                      | Наталі                 |
| 2010 | ф  | Закохані невротики                   | Les émotifs anonymes                   | Анжеліка               |
| 2010 | ф  | Побачення з ангелом                  | Rendez-vous avec un ange               | Джудіт                 |
| 2011 | ф  | Зустрічний вітер                     | Des Vents contraires                   | Жозі                   |
| 2012 | ф  | Вишенька на новорічному торті        | La Cerise sur le gâteau                |                        |
| 2014 | ф  | Я дихаю                              | Respire                                |                        |
| 2014 | ф  | Ганебний стовп                       | Du goudron et des plumes               |                        |
| 2015 | ф  | 21 ніч з Патті                       | 21 nuits avec Pattie                   | Кароліна Монтез        |

## Визнання
| Рік                                    | Категорія                        | фільм                   | Результат |  |
| -------------------------------------- | -------------------------------- | ----------------------- | --------- |  |
| Премія «Сезар»                         |                                  |                         |           |  |
| 1993                                   | Найперспективніша акторка        | Заради угоди            | Номінація |  |
| 1996                                   | Найперспективніша акторка        | Гусар на даху           | Номінація |  |
| 1998                                   | Найперспективніша акторка        | Заборонена жінка        | Номінація |  |
| 2003                                   | Найкраща акторка                 | Згадувати про прекрасне | Перемога  |  |
| 2004                                   | Найкраща акторка                 | Почуття                 | Номінація |  |
| 2006                                   | Найкраща акторка                 | В його руках            | Номінація |  |
| 2008                                   | Найкраща акторка                 | Анна М.                 | Номінація |  |
| 2011                                   | Найкраща акторка                 | Закохані невротики      | Номінація |  |
|                                        |                                  |                         |           |  |
| 1998                                   | Приз Ромі Шнайдер                | Приз Ромі Шнайдер       | Перемога  |  |
| Премія «Люм'єр»                        |                                  |                         |           |  |
| 2003                                   | Найкраща акторка                 | Згадувати про прекрасне | Перемога  |  |
| Кришталевий глобус                     |                                  |                         |           |  |
| 2006                                   | Найкраща акторка                 | В його руках            | Номінація |  |
| 2008                                   | Найкраща акторка                 | Анна М.                 | Номінація |  |
| Золота зірка французького кіно         |                                  |                         |           |  |
| 2008                                   | Найкраща акторка у головній ролі | Анна М.                 | Перемога  |  |
| Фестиваль романтичних фільмів у Кабурі |                                  |                         |           |  |
| 2011                                   | Найкраща акторка                 | Закохані невротики      | Перемога  |  |

Театральна Премія Мольєра
- 2009: Найкраща акторка, «Мадемуазель Ельза»
- 2004: Найкраща акторка, «Зима під столом»